# U 65 (Kriegsmarine)
De U 65 was een Type IXB U-boot van de Kriegsmarine tijdens de Tweede Wereldoorlog. Hij werd besteld op 16 juli 1937. De kiel werd gelegd op 6 december 1938 bij AG Weser, Bremen (werk 953). De tewaterlating gebeurde op 6 november 1939. De U 65 werd eerst ingezet als opleidingsboot in Wilhelmshaven tot 1 april 1940, waar hij op oorlogspatrouille vertrok, voordat hij één jaar later op 28 april 1941 verging.

## Geschiedenis
De U 65 werd overgedragen op 15 februari 1940 aan Kptlt. Hans-Gerrit von Stockhausen. Met deze boot ondernam hij in de periode vanaf 1 april 1940 tot januari 1941 succesvolle patrouilles tegen de geallieerde scheepvaart, waar hij ongeveer 100.000 brutoregisterton scheepsruimte tot zinken bracht. 
Zijn grootste succes was het tot zinken brengen van het Franse troepentransportschip Champlain van 28.124 brutoregisterton op 21 juni 1940, die op een door de U 65 gelegde zeemijn liep, zwaar beschadigd werd en uiteindelijk zonk. Hij torpedeerde ook op die dag het Nederlandse stoomvrachtschip Berenice van 1.117 ton met 22 voornamelijk Nederlandse en Belgische vluchtelingen aan boord. Onder hen was de Nederlandse dichter Hendrik Marsman en zijn echtgenote en de Nederlandse kunstschilder Tjerk Bottema. Hij bracht de Britse tanker SS British Premier op 24 december tot zinken, en op Oudejaarsdag 31 december 1940, met het zinken van de Britse tanker British Zeal van 8.532 ton. Korvkpt. Hans-Gerrit von Stockhausen droeg de U 65 over op 25 maart 1941 aan luitenant-ter-zee. Joachim Hoppe. Die werd al op zijn eerste patrouillereis op 28 april 1941 door een Brits oorlogsschip tot zinken gebracht, ten zuidoosten van IJsland.